# Monte Irving

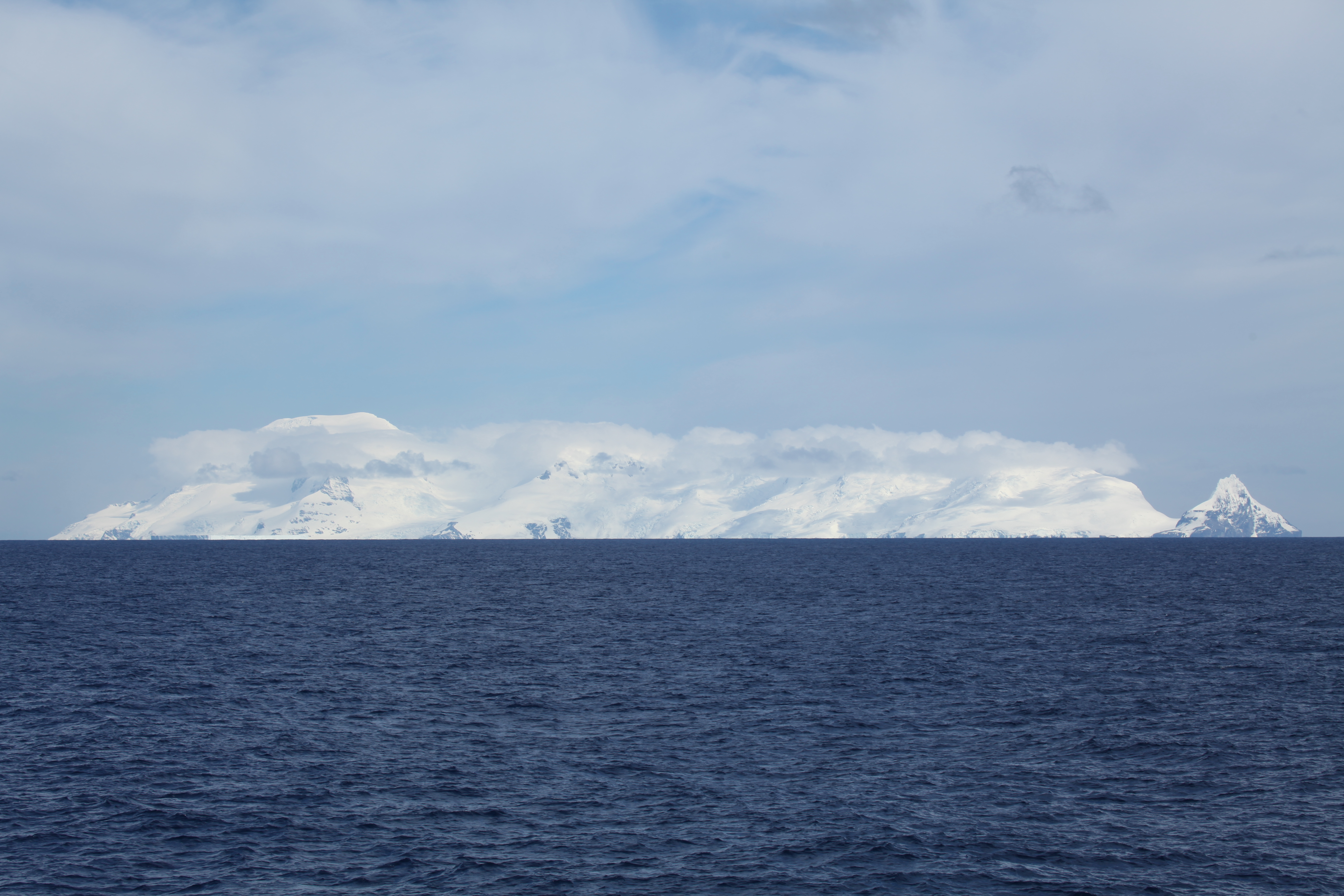
La isla Clarence vista desde el noreste con el monte Irving a su izquierda.

El monte Irving o Bowles es una montaña de aproximadamente 1950 m situada en la isla Clarence en la Antártida. En mediciones anteriores se estimaba una altura superior, cercana a los 2300 m, y se consideraba erróneamente el punto más alto de las islas Shetland del Sur. Es una montaña de cima redondeada y con abundantes glaciares.

## Localización
El monte Irving se encuentra en la cresta de Urda en la parte sur de la isla, a pocos kilómetros del cabo Bowles. Era conocido por los cazadores de focas desde el siglo XIX si bien no fue explorado y escalado hasta 1970 por miembros de la expedición Joint Services antes de centrar su expedición en la vecina isla Elefante.

## Denominación
Su denominación actual proviene del Comité de Topónimos Antárticos del Reino Unido y hace referencia a sir Edmund George Irving, hidrógrafo oficial de la Marina Real británica de 1960 a 1966. Esta dominación sustituyó a las anteriores de "Agnew" en honor a sir Crispin Agnew of Lochnaw, por comandar la primera ascensión al monte y "Bowles" por la cercanía al cabo homónimo. El Nomenclador Antártico Argentino mantiene la denominación de Bowles.